# Wienerkonventionen om færdselstavler og -signaler
Wienerkonventionen om færdselstavler og -signaler , Convention on Road Signs and Signals, er udgivet af UNECE, FNs økonomiske kommission for Europa, i Wien den 8. november 1968. Konventionen, der trådte i kraft 21. maj 1977, efterfulgte Geneveprotokollen om færdselstavler og -signaler fra 19. september 1949.
Konventionen beskriver hvordan færdselstavler, trafiksignaler og vejmarkeringer skal være udformet for at passe til en international standard. Tanken er at lette international trafik ved at standardisere færdselstavler og -signaler mellem forskellige lande.

## Eksempler på skilte i konventionens lande
Advarselsvejskilte kan variere fra trekant til diamant.
- Svensk skilt for "anden fare"
- Tysk skilt for "anden fare"
- Japansk skilt for "anden fare"